# 三水旧海关大楼
三水旧海关大楼位于中国广东省佛山市三水区河口街北江边，建于1909年，1994年5月30日公布为三水市文物保护单位，2006年10月25日列入第四批佛山市文物保护单位。